# William Finnegan
Pour les articles homonymes, voir Finnegan.
William Finnegan (né en 1952 à New York) est un écrivain et journaliste américain.

## Œuvre traduite en français

### Mémoires
- Jours barbares, Éditions du sous-sol, coll. « Feuilleton non-fiction », 2017 ((en) Barbarian Days: A Surfing Life, Penguin Group, 2015), trad. Frank Reichert, 521 p.  (ISBN 978-2-364-68181-1)

prix Pulitzer de la biographie ou de l'autobiographie en 2016